# Соколовское озеро
Соколовское озеро (укр. Соколовське озеро) — озеро, расположенное на территории Генического района. Тип общей минерализации — солёное. Происхождение — лиманное. Группа гидрологического режима — бессточное.

## География
Входит в Геническую (Чонгаро-Арабатскую) группу озёр. Длина — 3,2 км. Ширина средняя — 1 км, наибольшая — 1,3 км.
Озеро имеет продолговатую округлую вытянутую с севера на юг форму, к югу сужается. Расположено на Присивашской низменности у основания полуострова Чонгар и отделено от залива Сиваша узкой постоянной пересыпью. С северной стороны в озеро впадает две балки с запрудами в устьях. Северная и юго-западная береговые линии местами обрывистые, с берегами, высотой 3-4 м; берега преимущественно пологие. Восточная часть озера мелководная и с косами линии которых повторяют линию пересыпи. На юге озера есть остров. Между восточной частью озера и пересыпью расположены солончаки, которые тянутся южнее озера.
Западнее расположены сёла Черниговка и Сальково, автодорога Е-105/М-18, соединяющая Чонгар и Джанкой; севернее — село Ясная Поляна.
Питание смешанное: солёные воды Сиваша, подземные воды у береговых обрывов и донные источники, а также пресные воды из самоизливающихся артезианских скважин. В растворённых солях преобладает поваренная соль, которая обычно садится в конце лета. Донные отложения — серые плотные илы мощностью до 1,5-3 м. Интенсивно зарастают высшей водной растительностью, где поступают воды из артезианских скважин, водоросли развиты у выходов подземных вод.